# 泰昌
泰昌（たいしょう）は中国、明の元号（1620年）。第15代皇帝光宗の在位期の年号であり、このため光宗は泰昌帝と呼ばれる。

## 概要
中国では皇帝の代替わりによる改元は、本来は踰年改元といって、翌年の元日に改められる。すなわち、皇帝が崩御した翌年の元日から新年号が用いられる。
万暦48年7月20日（1620年8月18日）に神宗が崩御し、8月1日（1620年8月28日）に光宗が即位した。前記の原則に従えば、1620年いっぱいは万暦48年とされ、翌年から新しい年号となる。実際に、光宗も即位時に翌年（1621年）を泰昌元年とすると発表した。
しかし、光宗が9月1日（1620年9月26日）に急死し9月6日（1620年10月1日）に熹宗が即位したため、再び原則に従えば1621年の年号を新しくしなくてはならず、光宗の治世を示す年号が立たないままで終わってしまう。そのため、群臣は万暦48年8月1日（1620年8月28日）を元号を泰昌に改める。

## 西暦との対照表
| 泰昌 | 元年   |
| 西暦 | 1620年 |
| 干支 | 庚申   |

| 前の元号 万暦 | 中国の元号 明 | 次の元号 天啓 |